# Bob Glendenning
Robert „Bob“ Glendenning (* 6. Juni 1888 in Washington, Tyne and Wear; † 19. November 1940) war ein englischer Fußballspieler und Trainer. Er war zwischen 1923 und 1940 Bondscoach der niederländischen Nationalmannschaft. Als Spieler hatte er zuvor mit dem FC Barnsley im Jahr 1912 den FA Cup gewonnen.

## Spielerlaufbahn
Glendenning begann seine Fußballerkarriere beim heimischen Washington United und wechselte einige Jahre vor 1910 zum FC Barnsley. Die beiden Höhepunkte des Außenläufers waren in den Jahren 1910 und 1912 jeweils das Erreichen des FA-Cup-Endspiels. Nachdem der erste Versuch nach einer Niederlage im Wiederholungsspiel gegen Newcastle United noch gescheitert war, sorgte Glendenning mit seinen Mannen durch einen 1:0-Erfolg – ebenfalls im Wiederholungsspiel – gegen West Bromwich Albion für den ersten Pokalgewinn in der Geschichte der „Tykes“. Dabei hatte Glendenning vor allem in der Erstauflage des 1912er Endspiels gute Kritiken in der Presselandschaft geerntet und beim Erfolg gegen „WBA“ für die Balleroberung und den Pass auf den Siegtorschützen Harry Tufnell gesorgt.
Im März 1913 wechselte Glendenning zu den Bolton Wanderers, für die er 83 Pflichtspiele absolvierte. Er erreichte mit seinem neuen Klub im Jahr 1915 noch einmal das FA-Cup-Halbfinale und unterlag dort dem späteren Sieger Sheffield United. Nach dem Ende des Ersten Weltkriegs ließ er seine aktive Laufbahn bei Accrington Stanley auslaufen.

## Trainerkarriere
Nach der Fußballerkarriere wechselte Glendenning ins Trainerfach und stand am 25. November 1923 beim 4:1-Sieg gegen die Schweiz das erste Mal für die niederländische Nationalmannschaft an der Seitenlinie. Erst im März 1925 setzte er dieses Amt permanent fort; dazu kam seine Tätigkeit als Vereinstrainer für den Koninklijke HFC, die er bis 1928 ausübte. Erst zum olympischen Fußballturnier 1928 konzentrierte sich Glendenning auf seine Funktion als Bondscoach und hielt diese Position bis 1940 inne. Er führte die Niederlande zu zwei Weltmeisterschaftsturnieren in Italien (1934) und Frankreich (1938), kam aber in beiden Fällen nicht über die erste Runde hinaus. Insgesamt betreute Glendenning die „Oranjes“ in 87 Partien und hatte mit jeweils 36 Siegen und Niederlagen eine ausgeglichene Bilanz.
Dem 4:2-Sieg gegen Belgien am 21. April 1940 – Abe Lenstra bestritt hier sein zweites Länderspiel – sollte drei Wochen später eine Partie gegen Luxemburg folgen. Diese fand jedoch aufgrund des Überfalls auf die Niederlande durch die deutsche Wehrmacht während des Zweiten Weltkriegs nicht mehr statt. Am 19. November 1940 verstarb Bob Glendenning und wurde später im englischen Bolton beigesetzt.

## Erfolge
- Englischer Pokalsieger: 1912